# Галабрю, Мишель
Мише́ль Галабрю́ (фр. Michel Galabru, 27 октября 1922, Сафи, Французское Марокко — 4 января 2016, Париж, Франция) — французский актёр театра и кино. Обладатель первой премии Консерватории драматического искусства Франции. Был руководителем и режиссёром «Театра Монмартр-Галабрю» (фр. Théâtre Montmartre-Galabru) и «Театра десяти часов» (фр. Théâtre de Dix Heures). Был актёром труппы «Комеди Франсез» в течение семи лет с 1950 по 1957 год. Свою первую известность в кино приобрел благодаря фильму Ива Робера «Пуговичная война» (фр. La Guerre des boutons, 1962). В 1963 году Галабрю сыграл роль русского генерала Дуракина в одноимённом телевизионном фильме, поставленном по книге госпожи де Сегюр. Но наибольшую известность приобрел за роль адъютанта Жербера из серии фильмов о жандарме из Сен-Тропе (1964—1982). С этой поры Мишель Галабрю стал одним из самых снимающихся комедийных актёров Франции, параллельно играя также в театре. В 1977 году за роль в картине Бертрана Тавернье «Судья и убийца» Мишель Галабрю получил премию «Сезар». Был командором и кавалером ордена «Искусств и литературы». В 2013 году стал Великим офицером французского ордена «За заслуги».

## Биография

### Детство и молодость
Родился 27 октября 1922 года в Сафи, Марокко в семье Поля Галабрю (1892—1988), инженера и профессора Национальной школы мостов и дорог, и Ивонн Пайре (1895—1979). Первые семь лет своей жизни он провел в Сафи, где его отец участвовал в строительстве городского порта, затем большую часть своего детства провел в семейном доме в Ле Буске-Д'орб в Эро. Также провел несколько лет в Гавре.
У него было два брата, Марк Галабрю (1929—2014), врач, и ещё один Жан, старший, начинающий поэт, умерший в 18 лет от туберкулёза.
Первоначально намереваясь стать профессиональным футболистом (он с детства очень активно болел за «Монпелье»), в конечном итоге его привлекла профессия актёра. Большое влияние на его желание стать артистом оказала игра и карьера актёра Саши Гитри. «Меня выгнали из семи разных школ. Но имейте в виду, Гитри выгоняли двенадцать раз! Это доказывает, что у него было больше таланта, чем у меня», — говорил Галабрю. Он также написал о Гитри книгу в 2001 году. Другим артистом, оказавшим на Галабрю влияние в юности, был Тино Росси, которым он восхищался до такой степени, что носил такую же прическу, как и он.
Галабрю учился в колледже Сен-Франсуа-Режи, школе Сен-Жозеф де ла Пьер Руж в Монпелье, в иезуитской школе Сен-Луи де Гонзаг в Париже. Год, по наказу отца, изучал право.
Уже ближе к старости, Мишель Галабрю признался, что всегда страдал от образа клоуна, умеющего лишь развлекать толпу, который люди создавали ему с детства. Он чувствовал горечь, потому что другие никогда не понимали, что за маской комика скрывался ребёнок, осознававший свои слабости, особенно в учёбе, которые причиняли ему много страданий. «Рассмешить одноклассников было отдушиной, а также способом быть замеченным и оцененным, несмотря ни на что… и за неимением ничего лучшего. … Не бывает счастливого балбеса, это только фольклорно-литературный образ».
В возрасте 20 лет в 1942 году Галабрю был истребован нацистской оккупационной Службой принудительного труда (СТО) и направлен рабочим в трудовой лагерь в Клагенфурте в Австрии, затем, заявив об умениях кузнеца, был переведен кузнецом в Югославию. Но на самом деле не имея заявленной им квалификации, он был обвинен в саботаже и отправлен в дисциплинарный лагерь, из которого позже был освобожден югославскими партизанами, к которым он присоединился. Там он пощадил немецкого солдата, которому, по его словам, едва исполнилось двадцать лет, и предотвратил линчевание другого, который, по его словам, был из Гитлерюгенда.

### Начало карьеры

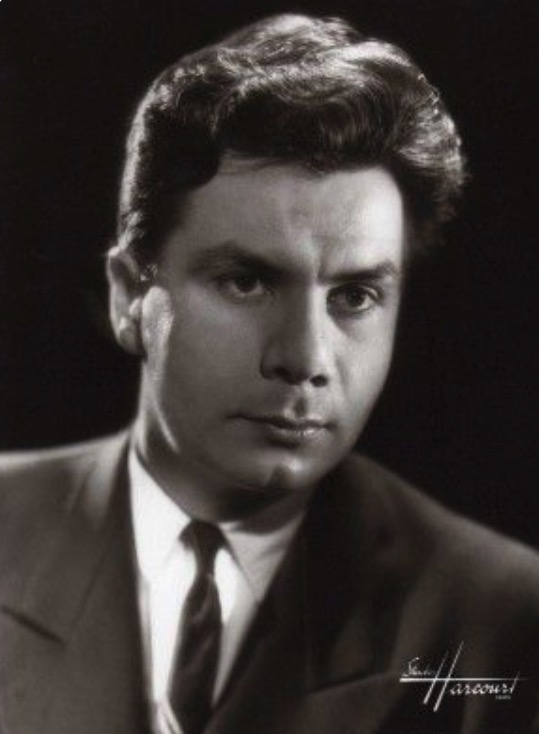
1952 год

После войны Мишель Галабрю уехал в Париж готовиться к поступлению в Национальную консерваторию драматического искусства. После трех лет обучения в классе Дени д'Инеса, получив первую премию консерватории (выпуск 1950 г.), он был принят на работу актёром в «Комеди Франсез» 1 сентября 1950 г. Он начинает там со спектакля «Жорж Данден, или Одураченный муж» и работы с интерпретациями произведений различных классических и современных французских авторов: Шекспира, Мольера, Мариво, Фейдо, Куртелина, Жюля Ромена. Он будет постоянным актёром труппы в течение семи лет. В 1972 году во время телешоу Monsieur Cinéma он рассказал об этом опыте: «Мне бы хотелось сыграть Валета, Скапена, всех этих очень умных ребят, но из-за моего телосложения мне никогда не предлагали их играть. Меня сразу поместили в группу толстяков, что очень унизительно, и тебе ещё постоянно говорят: „Ты счастливчик, у тебя отличная работа!“ Это было больно.».
Работая в «Комеди Франсез», Галабрю подружился с Жаном-Полем Бельмондо, Жаном Рошфором и Жаном-Пьером Марьелем.
Он также параллельно работал в кино, он начал сниматься в 1951 году с фильма Жана Девевра «Моя жена, корова и я» (фр. Ma femme, ma vache et moi).
Он остается работать в «Комеди Франсез» до 1 сентября 1957 года, пока не решает пойти на риск и покинуть этот престижный театр, чтобы продвигать собственную карьеру.

### Карьера в кино
Мишель Галабрю снялся более чем в 250 фильмах и телефильмах. Если некоторые из этих фильмов имели большой успех, то многие другие, по его собственному признанию, были чисто проходными.
Свою первую известность в кино Галабрю приобрел благодаря фильму Ива Робера «Пуговичная война» (1962). Но наибольшую известность он приобрел за роль аджюдана (старшины) Жербера в серии из шести фильмов о жандарме из Сен-Тропе (1964—1982). Галабрю был одним из четырёх участников первого фильма, которые присутствуют в каждой части, остальные — Луи де Фюнес, Ги Гроссо и Мишель Модо, к которым постепенно, начиная с пятой части, добавляются Морис Риш, Жан-Пьер Рамбаль и Патрик Прежан. В общей сложности серия собрала 35 миллионов кинопросмотров во Франции. Луи де Фюнес стал другом Галабрю, рекомендовал его для съемок во многих других фильмах.
Затем Галабрю сыграл несколько драматических ролей. Играл в театре.
В 1976 году Бертран Тавернье предложил ему роль убийцы Жозефа Бувье в своей драме «Судья и убийца», где также сыграл Филипп Нуаре. В следующем году Галабрю был признан лучшим актёром на второй церемонии вручения премии «Сезар». В 1990 году он рассказал о месте этой роли в своей карьере, которая, по его словам, на тот момент включала уже более сотни плохих ролей.
В 1980 году он снова снялся у Бертрана Тавернье во второстепенной роли в фильме «Неделя отпуска» с Натали Бай в главной роли, которая играет учительницу, глубоко сомневающуюся в своем призвании.
В течение этого и последующих десятилетий Галабрю снялся в заметных ролях консервативного отца в La Cage aux Folles, комиссара в Sous-doués, директора в Le bahut va crecr и папочки в Papy fait de la résistance. В 1990 году он сыграл в фильме Клода Берри «Уран», в актёрский состав которого также входили Жерар Депардьё, Жан-Пьер Мариэль и Филипп Нуаре. В том же году газета Le Monde написала об игре актёра: «В сцене из „Урана“ Мишель Галабрю вошел в клуб очень высоких актёров. Мы не знаем точно, почему и особенно как, но внезапно исчезает понравившийся нам комедийный актёр, который столько лет бегал и ворчал. На экране Монгла, только Монгла — персонаж, которого хотел видеть Клод Берри, редкий образец жалкого ублюдка, с которого капают грязные деньги и ненависть к себе. А Галабрю, вдруг беспощадно протрезвевший, и есть тот самый Монгла. Эмоции, которые это вызывает, безошибочно выверены».
В 1999 году он появился в кино в фильме «Астерикс и Обеликс против Цезаря» — первой экранизации комиксов про Астерикса, это один из последних фильмов Клода Зиди, а также третье сотрудничество Галабрю с режиссёром. Галабрю сыграл роль Абраракурсикса, вождя галльской деревни. Фильм пользовался значительным успехом, собрал 9 миллионов просмотров во Франции, что сделало его самым просматриваемым фильмом в кинотеатрах Франции в 1999 году. С мировым результатом в 24 миллиона просмотров, он вместе с «Амели» (2001), мультфильмом «Птицы 2: Путешествие на край света» (2004) и фильмом «Неприкасаемыми» (2011) входит в число самых популярных на международном уровне французских фильмов.

### Частная жизнь
Женившись сначала на Анне Жако, от которой у него было двое сыновей, Жан и Филипп, Мишель Галабрю затем встретил свою вторую жену — Клод Этевенон, бывшую судью, от неё у него родилась дочь Эмманюэль.

### Поздние годы

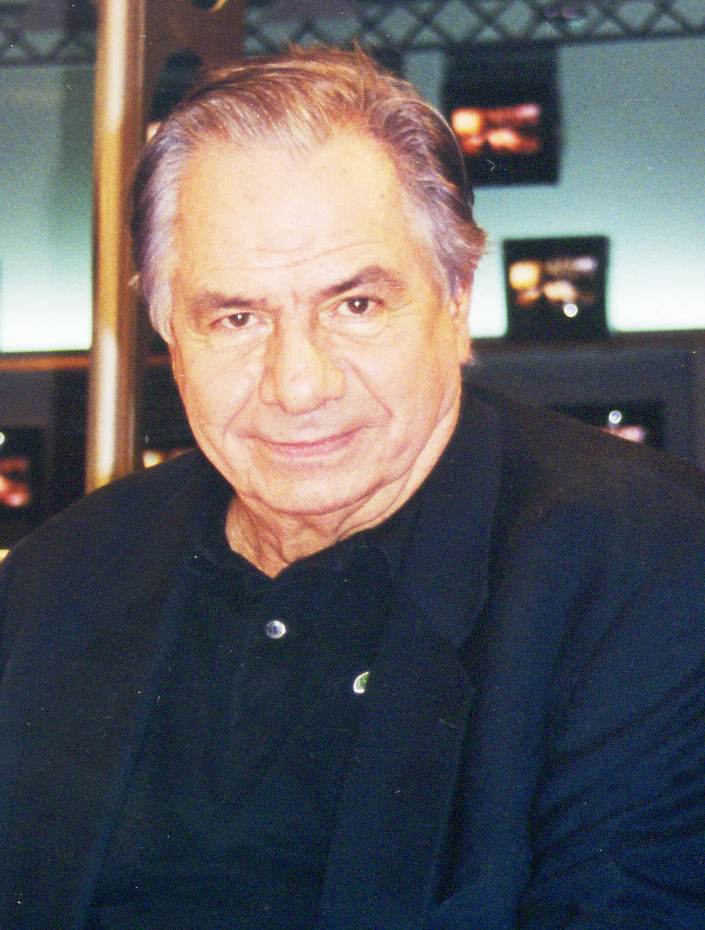
1999 год

В 2003 году Галабрю снялся с Жераром Депардье и Жераром Ланвеном в «Сан-Антонио» и согласился полностью побрить голову для съемок. В том же году он приступил к озвучанию анимации для фильма Жака-Реми Жирера «Вселенский потоп», вместе с Мишелем Пикколи, Анни Жирардо и Жаком Игелином. В 2005 году Галабрю озвучил колдуна Забади во франко-британском фильме «Волшебное приключение». В 2008 году Галабрю появился в эпизодической роли в фильме Дани Буна «Бобро поржаловать», который имел большой успех в кинотеатрах и собрал 20 миллионов просмотров. Галабрю сыграл роль дяди Джули, вспоминающего свою юность на Севере — эта сцена с Кадом Мерадом является пародией на встречу капитана Уилларда (Мартин Шин) с полковником Курцем (Марлон Брандо) в «Апокалипсисе сегодня». Далее последовало появление Галабрю в «Нёйи, её мать!» (фр. Neuilly sa mère) Габриэля Жюльена-Лаферье и в «Маленьком Николя» Лорана Тирара. В «Маленьком Николя» Галабрю изображает балбеса в должности министра национального образования.
Приближаясь к 90 годам, Мишель Галабрю пожаловался, что ролей становится меньше, и они становятся короче.

### Карьера в театре
В 1984 году Мишель Галабрю купил и перестроил для своей дочери Эммы полуразрушенный концертный зал консерватории Мобеля, который впоследствии открылся под названием «Театр Монмартр-Галабрю».
В 1985 году Мишель Галабрю также купил театр Dix Heures, чтобы сделать его трамплином для молодых авторов и актёров под руководством своего сына Жана Галабрю. Четыре года Мишель Галабрю занимался становлением театра.
В середине 1980-х годов Мишель Галабрю организовал фестиваль Les étéées de Malaucène в Воклюзе. Этот фестиваль, собирающий более 50 тысяч зрителей, принимал многих звезд и друзей Мишеля Галабрю, включая Рози Варт, Мишлин Дакс и Иоланду Фоллио. Фестиваль просуществовал 8 лет.
Мишель Галабрю, продолжая играть и сниматься, давал с начала 1980-х годов уроки театрального искусства в «Театре Монмарт-Галабрю», затем в Театре Варьете и, наконец, в Театре дю Гимназ.
В 1998 году Мишель Галабрю поставил пьесу «Жена пекаря» Марселя Паньоля.
В 2008 году ему в возрасте 85 лет была вручена премия Мольера за лучшую мужскую роль за роль в Les Chaussettes — opus 124.
В конце 2014 года актёр сыграл в Cancre — автобиографическом моноспектакле, в котором он с юмором вспоминает свою карьеру.
В 2015 году он исполнил свою последнюю главную роль — Жофруа по произведению Марселя Паньоля в постановке Жана-Клода Боракко.

### Смерть
Смерть актёра наступила во сне, на 94-м году жизни, во Франции. Похоронен на кладбище Монмартр.

## Фильмография (неполная)
- 1959 — Три мушкетера
- 1961 — Знаменитые любовные истории / Amours célèbres
- 1961 — Новые аристократы / Les Nouveaux Aristocrates
- 1962 — Мы поедем в Дювиль / Nous irons à Deauville
- 1962 — Путешествие в Биарриц / Le Voyage à Biarritz
- 1962 — Золотая саламандра / La Salamandre d’or
- 1963 — Стряпня на сливочном масле / La Cuisine au beurre(Муж моей жены)
- 1964 — Жандарм из Сен-Тропе / Le Gendarme De Saint-Tropez
- 1966 — Приключения в загородном доме / Monsieur le président-directeur général
- 1966 — Анжелика и король / Angelique Et Le Roi
- 1966 — Жандарм в Нью-Йорке / Le Gendarme à New York
- 1967 — Маленький купальщик / Le Petit Baigneur
- 1968 — Жандарм женится / Le Gendarme se marie
- 1969 — Житель Оверни и автобус / L’Auvergnat et l’Autobus
- 1970 — Джо / Jo
- 1970 — Жандарм на прогулке / Le Gendarme en Balade
- 1972 — Хорошенькое дельце / La Belle affaire
- 1972 — Пожизненная рента / Le Viager
- 1973 — Несколько слишком спокойных господ / Quelques messieurs trop tranquilles
- 1973 — Последняя связка в Париже / La Dernière Bourrée à Paris
- 1973 — Большой переполох (фильм, 1973) / Le Grand Bazar
- 1973 — Чемодан / La Valise
- 1974 — Безумная кровать / Le Plumard en folie
- 1974 — У савана нет карманов / Un linceul n’a pas de poches
- 1975 — Специальное отделение / Section spéciale
- 1976 — Посыльный из Максима / Le Chasseur de chez Maxim’s
- 1976 — Судья и убийца / Le Juge et l’assassin
- 1978 — Жандарм и инопланетяне
- 1978 — Клетка для чудиков
- 1978 — Пешка / «Le Pion»
- 1978 — Любовь под вопросом
- 1979 — Кто есть кто (другое название: Полицейский или бандит)
- 1979 — Закусив удила / Le Mors aux dents
- 1979 — Скупой
- 1980 — Придурки на экзаменах / Les sous-doués
- 1980 — Неделя отпуска / Une semaine de vacances
- 1980 — Игра в четыре руки / Le Guignolo — Ахилл
- 1981 — Знак Фуракс
- 1981 — Те, кого мы не имели / Celles qu’on n’a pas eues
- 1981 — Разумно ли это? / Est-ce bien raisonnable ?
- 1981 — Выбор оружия
- 1982 — Придурки на каникулах
- 1982 — Жандарм и жандарметки
- 1983 — Папаша сопротивляется / Papy fait de la résistance
- 1983 — Убийственное лето / L'été meurtrier
- 1984 — Наша история
- 1984 — Неуловимый Боб
- 1985 — Сцены из жизни / Tranches de vie
- 1985 — Клетка для чудиков 3 / La Cage aux folles 3
- 1985 — Подземка
- 1986 — Камикадзе / Kamikaze
- 1986 — Братья Петард / Les Frères Pétard
- 1986 — Распутная жизнь Жерара Флока / La Vie dissolue de Gérard Floque
- 1986 — Следуйте за моим взглядом / Suivez mon regard
- 1987 — Курица и жареный картофель / Poule et frites
- 1988 — В поисках скрипок / Envoyez les violons
- 1989 — Французская революция / La Révolution française — аббат Мори
- 1989 — Нежданный гость / L’Invité surprise — комиссар Ле Бурре
- 1990 — Уран
- 1992 — Рум сервис: Гангстерская оперетта
- 1992 — Изящная эпоха
- 1996 — Мужчина моей жизни / Mon homme
- 1999 — Астерикс и Обеликс против Цезаря
- 2000 — Актёры
- 2003 — Ключи от машины / Les Clefs de bagnole
- 2004 — Молчание моря
- 2004 — Профессионалы / San-Antonio
- 2006 — Анри Дюнан: Красный крест / Henry Dunant: Du rouge sur la croix … Hubert Dunant
- 2007 — Бобро поржаловать / Bienvenue chez les Ch’tis
- 2009 — Маленький Николя / Le Petit Nicolas
- Удача Луи / Louis la Chance … Pépé, озвучка
- Странный месье Трип / L'étrange monsieur Trip … Michel
- Sent By Heaven! (2014)
- Непобедимые (2013) / Les invincibles … Louis Cabanel
- La page blanche (2012) / Philippe; короткометражка
- La mémoire dans la chair (2012) / Don Pablo
- Большой ресторан 2 (ТВ, 2011)/ Le grand restaurant II … Le grand-père indigne
- Жена пекаря (ТВ, 2010) / La femme du boulanger … Aimable Castanier
- Любовь как яд (2010) / Un poison violent … Jean Falguères
- Муму (2010) / Mumu … Gâtineau
- Для двоих это проще (ТВ, 2009) / À deux c’est plus facile … Joseph
- Scènes de ménages (сериал, 2009 — …) / … Norbert
- Киноман (2009)